# Jean Obeid

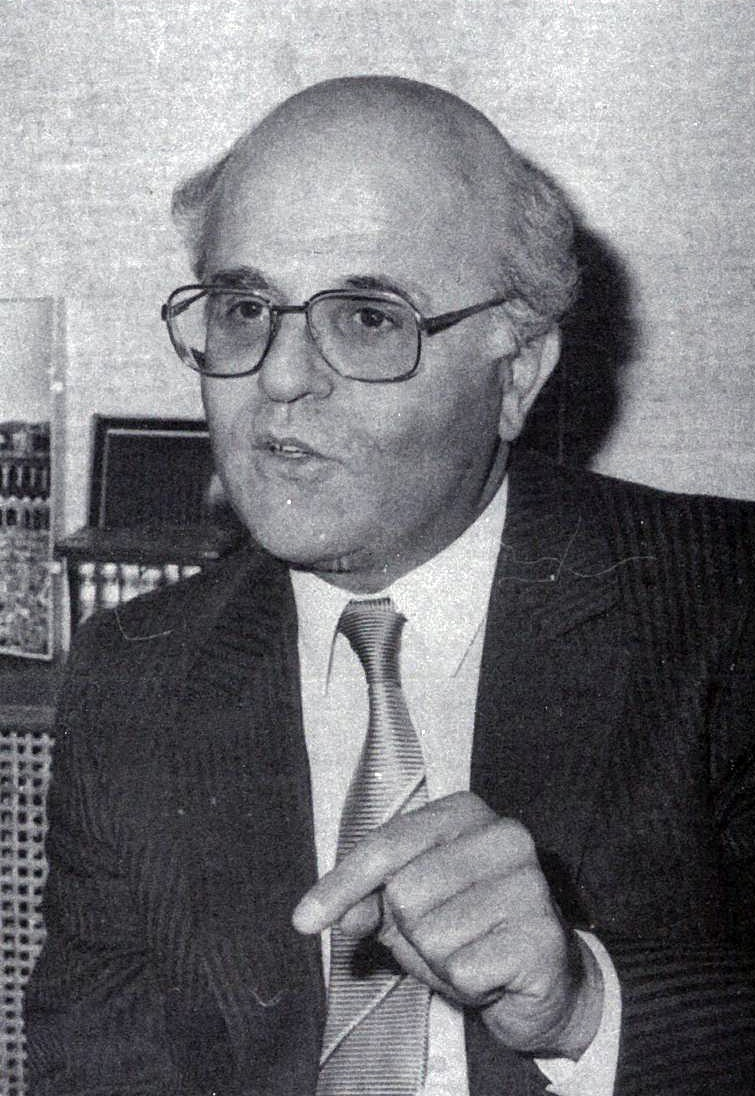
Jean Obeid – 1988

Jean Obeid (arabisch جان عُبيد Dschan Ubayyid; * 8. Mai 1939 in Alma, Zgharta; † 8. Februar 2021) war ein libanesischer Rechtsanwalt, Journalist und Politiker, der in verschiedenen Regierungsposten diente, zuletzt von 2003 bis 2004 als Außenminister. Er entstammt einer maronitischen Familie.

## Leben
Jean Obeid begann seine Karriere mit dem Journalismus, wo er mehrere hochrangige Positionen in verschiedenen Zeitungen und Magazinen erhielt. Er wurde zum Berater über arabische Angelegenheiten für die Präsidenten Élias Sarkis und Amine Gemayel (1983–1987). Gemayel ernannte ihn auch zum Spezialbeauftragten für Syrien. Am 11. Februar 1987 traf sich Obeid mit dem damaligen schiitischen Parlamentspräsidenten Hussein Husseini und wurde von neun bewaffneten Männern in West-Beirut entführt. Obeid wurde nach vier Tagen unverletzt freigelassen.
Obeid diente als Abgeordneter der Assemblée nationale und vertrat 1991 bis 1992 Chouf und von 1992 bis 1995 Tripoli. Er war ab 1993 auch Staatsminister im Kabinett, das von Ministerpräsident Rafic Hariri geleitet wurde. Danach wurde er zum Minister für nationale Erziehung, Jugend und Sport ernannt. In diesem Amt war er von 1996 bis 1998. Am 17. April 2003 wurde er zum Außenminister bei einem Kabinettswechsel des letzten Kabinetts Hariri und ersetzte den bisherigen Amtsinhaber Mahmoud Hammoud. Obeids Amtszeit endete 2004 und Mahmoud Hammoud wurde wieder eingesetzt.
Obeid wurde als gemäßigter Politiker mit exzellenten Beziehungen zu verschiedensten politischen Fraktionen im Libanon betrachtet. 2008 trat er für die Präsidentschaftswahlen an und wurde als möglicher Konsenskandidat angesehen.
Jean Obeid war verheiratet und hatte fünf Kinder. Er starb im Alter von 82 Jahren nach einer SARS-CoV-2-Infektion.